# Karl-Dietrich Diers
Karl-Dietrich Diers (nascido em 9 de maio de 1953) é um ex-ciclista alemão que competiu no ciclismo nos Jogos Olímpicos de Verão de 1976.